# Salve Geral
Salve Geral é um filme brasileiro de 2009, dirigido por Sérgio Rezende. A história aborda os acontecimentos envolvendo a violência do Primeiro Comando da Capital em São Paulo, em 2006. Foi escolhido para ser o representante brasileiro ao Oscar de melhor filme estrangeiro em 2010.

## Elenco
- Andréa Beltrão .... Lúcia
- Lee Taylor .... Rafa
- Denise Weinberg .... Ruiva
- Bruno Perillo.... Professor
- Eucir de Souza .... Chico
- Kiko Mascarenhas .... Delegado Raul
- Michel Gomes .... Xizão
- Giulio Lopes .... Dávila
- Guilherme Sant'Anna .... Pedrão
- Taiguara Nazareth .... Tirso
- Simone Sampaio .... Mulher de Tirso
- Chris Couto .... Ângela
- Che Moais...Pistoleiro 2
- Luciano Chirolli .... Secretário
- Pascoal da Conceição .... Dr. Pereira
- Júlio Cezar .... HD
- Otávio Martins .... China
- Juliano Cazarré .... Zé
- Fábio Herford .... Rubinho
- Marizilda Rosa .... Tiana
- Neco Vila Lobos .... PM do hospital
- João Signorelli .... Careca
- Almir Barros .... Tavinho
- Riba Carlovich .... Davi
- Rafael Losso .... Beto
- Catarina Abdalla .... Guarda
- Marcelo Rafael .... Bandido ônibus 2